# 萨尔特河畔费尔塞
萨尔特河畔费尔塞（法語：Fercé-sur-Sarthe，法語發音：[fɛʁse syʁ saʁt]）是法国萨尔特省的一个市镇，属于拉弗莱什区。

## 地理
萨尔特河畔费尔塞（47°54'4"N, 0°1'54"W）面积12.11 平方千米，位于法国卢瓦尔河地区大区萨尔特省，该省份为法国西北部内陆省份，北起顺时针与奥恩省、厄尔-卢瓦省、卢瓦-谢尔省、安德尔-卢瓦尔省、曼恩-卢瓦尔省和马耶讷省接壤，是法国大西部的入口，连接卢瓦尔河谷、布列塔尼和巴黎盆地。
与萨尔特河畔费尔塞接壤的市镇（或旧市镇、城区）包括：舍米雷勒戈丹、萨尔特河畔努瓦延、皮尔米勒、迈涅、萨尔特河畔拉叙兹、圣让迪布瓦。

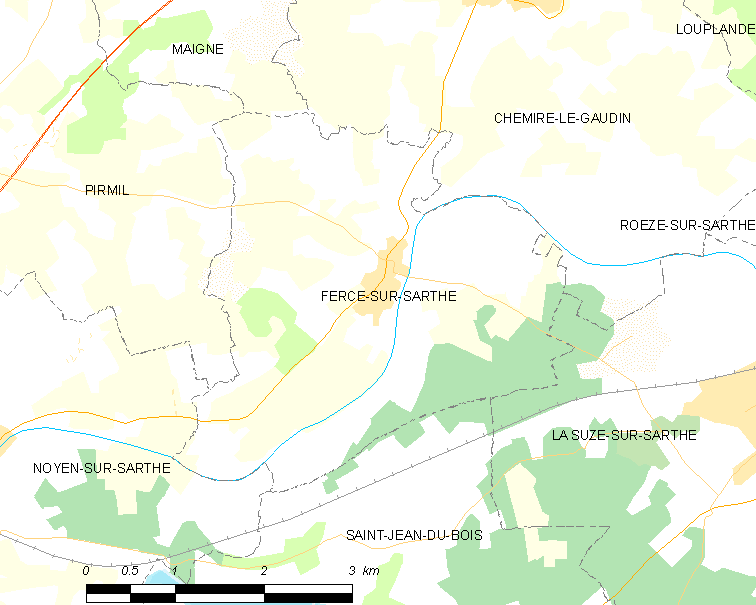
萨尔特河畔费尔塞的OSM定位图

萨尔特河畔费尔塞的时区为UTC+01:00、UTC+02:00（夏令时）。

## 行政
萨尔特河畔费尔塞的邮政编码为72430，INSEE市镇编码为72131。

## 政治
萨尔特河畔费尔塞所属的省级选区为萨尔特河畔拉叙兹县。

## 人口

1962-2008年间萨尔特河畔费尔塞人口变化图示

萨尔特河畔费尔塞于2022年1月1日时的人口数量为577人。